# 姚海軍
姚海军（1966年5月—），男，中华人民共和国科幻编辑，出版人。生于黑龙江伊春市，省委党校在职大学学历。曾主编“世界科幻大师丛书”，引进100多部外国科幻小说、创办《星云》杂志、全球华语科幻星云奖、任科幻世界杂志社有限公司董事、副总编辑等。《科幻世界》在他任职期间刊载了《三体》等作品。
2024年10月，疑违纪违法，其正接受党政调查。